# Instruktionsregister
Im Computing ist ein  Instruktionsregister (kurz IR) der Teil eines CPU-Steuerwerks, der die Instruktionen speichert, die gerade ausgeführt oder dekodiert werden. In simplen Prozessoren wird jede Instruktion, die ausgeführt werden soll, in das Instruktionsregister geladen und dort solange aufbewahrt, bis sie dekodiert, vorbereitet und schlussendlich ausgeführt wird – was mehrere Schritte dauern kann.
Einige der komplizierteren Prozesse nutzen eine Befehls-Pipeline, indem jeder Abschnitt der Pipeline einen Teil vom Dekodieren, Vorbereiten und Ausführen übernimmt und es dann an den nächsten Abschnitt für den nächsten Schritt weitergibt. Moderne Prozessoren können sogar einige Schritte völlig unabhängig von der eigentlichen Reihenfolge abarbeiten, indem sie z. B. das Dekodieren mehrerer Instruktionen parallel durchführen.
Dekodierung des Opcodes im Instruktionsregister inkludiert das Bestimmen der Instruktion, das Bestimmen, wo die Operanden im Speicher sich befinden, das Holen dieser Operanden vom Speicher, das Zuteilen von Prozessorressourcen, um den Befehl auszuführen (z. B. in super scalar Prozessoren) etc.
Der Output von IRs steht Steuerschaltungen zur Verfügung, um die Taktsignale, in der die verschiedenen Verarbeitungselemente die bei der Ausführung des Befehls involviert sind, zu erzeugen.
Im Befehlszyklus wird die Instruktion in das Instruktionsregister geladen, nachdem der Prozessor es vom Speicherort holt, der vom Befehlszähler bestimmt wird.